# Instituto Stela
 Coordenadas : minutos ou segundos > 60
O Instituto Stela é uma organização privada sem fins lucrativos que desenvolve pesquisa científico-tecnológica em engenharia e gestão do conhecimento, com sede em Florianópolis, Santa Catarina, Brasil. Tem origem universitária: foi criado por pesquisadores do Grupo Stela, da Universidade Federal de Santa Catarina, em 2002 e iniciou efetivamente suas atividades com a extinção do Grupo, em 2005.
A equipe do Instituto Stela alcançou notoriedade como desenvolvedora da Plataforma Lattes, "um conjunto de sistemas de informações sobre pesquisadores brasileiros, bases de dados e portais voltados para a gestão de ciência e tecnologia" (Ereno, 2007) cuja base de currículos vem crescendo em ritmo exponencial desde 1999, contando atualmente com cerca de 2 milhões de currículos vitae (em Dezembro de 2010).
A internacionalização da Plataforma Lattes deu origem à Rede Internacional de Fontes de Informação e Conhecimento para a Gestão da Ciência, Tecnologia e Inovação ou Rede Scienti, formada em 2002. Cerca de 10 países ibero-latino-americanos firmaram convênios com o Conselho Nacional de Desenvolvimento Científico e Tecnológico (CNPq) brasileiro, patrocinador da Plataforma Lattes, habilitando-se a receber a tecnologia brasileira em troca do acesso em rede às informações curriculares de seus pesquisadores. O sucesso da iniciativa brasileira ensejou o interesse da comunidade européia em promover o intercâmbio entre as bases Lattes-Scienti e a iniciativa CERIF (Common European Research Information Format) (Pacheco et al., 2006).
Em 2004, o Instituto Stela iniciou a concepção e o desenvolvimento do Portal Inovação para o Ministério da Ciência, Tecnologia e Inovação, sob contrato com o Centro de Gestão e Estudos Estratégicos (CGEE). O Portal Inovação visa a fomentar e apoiar a cooperação tecnológica, promovendo a interação e a cooperação entre a indústria, com suas demandas por conhecimento perito, e a comunidade técnico-científica brasileira.
Além dos projetos de governo eletrônico, a pesquisa e desenvolvimento em engenharia do conhecimento é aplicada também a organizações, por meio de licença de software, transferência de tecnologia ou inovação aberta. A aplicação de uma plataforma de mineração de texto do Instituto Stela permitiu ao Tribunal de Justiça de São Paulo substituir seu Diário da Justiça, com cerca de 9 mil páginas, por uma versão digital pesquisável. Esta inovação conferiu ao Tribunal o Certificado de Qualidade do 11º Prêmio de Excelência em Inovação na Gestão Pública, bem como promoveu a economia de R$ 4,8 milhões anuais e o consumo diário de 17 toneladas de papel (Porfírio, 2008).